# Joona Toivio
Joona Marko Aleksi Toivio (* 10. März 1988 in Sipoo) ist ein finnischer Fußballnationalspieler, der zuletzt bis 2024 beim HJK Helsinki spielte.

## Karriere

### Vereine
Toivio begann seine Karriere in der Jugend bei HJK Helsinki, bevor er in die Niederlande zum AZ Alkmaar wechselte. Dort kam er für das Reserveteam zum Einsatz, jedoch nicht in der ersten Mannschaft. Er wurde daher für zwei Spielzeiten an den Velsener Zweitligisten Telstar verliehen. Zu Beginn der Saison 2010 verpflichtete er sich für vier Jahre beim schwedischen Erstligisten Djurgårdens IF.
Nach bereits drei Jahren wechselte er für eine Ablösesumme von 480 K€ nach Norwegen zum Molde FK, wo er 2013 den Pokal und 2014 das Double aus Pokal und Meisterschaft gewann. Mit Molde nahm er an der Qualifikation für die UEFA Champions League 2013/14 teil, scheiterte mit der Mannschaft aber in der 3. Qualifikationsrunde aufgrund der Auswärtstorregel nach einem 1:1 im Heimspiel und einem torlosen Remis im Rückspiel an Legia Warschau, das dann aber auch in der nächsten Runde scheiterte. Molde durfte es dann noch in den Play-offs zur UEFA Europa League 2013/14 versuchen, verlor dort aber beide Spiele gegen Rubin Kasan (0:2 und 0:3). Ein Jahr später mussten sie direkt in die Qualifikation zur UEFA Europa League 2014/15, scheiterten dort aber auch in der 3. Qualifikationsrunde, diesmal nach einem 1:1 im Auswärtsspiel durch eine 1:2-Heimniederlage gegen Sorja Luhansk. Beim 4:1-Sieg in der zweiten Runde gegen ND Gorica hatte er sein erstes Tor auf europäischer Vereinsebene geschossen. Als Meister von 2014 konnten sie dann wieder an der Qualifikation zur UEFA Champions League 2015/16 teilnehmen, scheiterten dort aber wieder in der 3. Qualifikationsrunde an der Auswärtstorregel. Denn nach einem 1:1 im Auswärtsspiel folgte ein 3:3 im Heimspiel gegen Dinamo Zagreb. Sie durften dann aber in der UEFA Europa League 2015/16 in die Play-offs und hatten da die Auswärtstorregel auf ihrer Seite. Denn nach einem 2:0-Heimsieg verloren sie bei Standard Lüttich mit 1:3. Damit standen sie in der Gruppenphase, die sie mit drei Siegen, zwei Remis und einer Niederlage als Gruppensieger beendeten und dabei die früheren Europapokalsieger Ajax Amsterdam und Celtic Glasgow ausschalteten. Im Sechzehntelfinale trafen sie allerdings auf den später wieder erfolgreichen Titelverteidiger FC Sevilla. Nach einer 0:3-Auswärtsniederlage verabschiedeten sie sich mit einem 1:0-Heimsieg ehrenvoll aus dem Wettbewerb. Toivio wurde dabei in allen vierzehn Spielen eingesetzt, musste dann aber mehr als drei Jahre auf weitere europäische Auftritte warten, da es für Molde 2015 und 2016 nur zum 6. bzw. 5. Platz in der Meisterschaft reichte.
2017 wurde er mit Molde zwar noch mal Vizemeister, er wechselte danach aber zunächst nach Polen zu Bruk-Bet Termalica Nieciecza  und kurz danach nach Schweden zum BK Häcken. Mit Häcken konnte er im Mai 2019 das Pokalfinale gewinnen, wobei ihm per Nickmål das Tor zum zwischenzeitlichen 2:0 gelang (Endstand 3:0). Durch den Pokalsieg waren sie für die  2. Qualifikationsrunde der UEFA Europa League 2019/20 qualifiziert. Nach einem torlosen Remis in Alkmaar, verloren sie aber das Heimspiel mit 0:3 gegen AZ Alkmaar, das dann noch bis ins Sechzehntelfinale kam.
Zur Saison 2022 kehrte er Anfang 2022 nach Finnland zum HJK Helsinki zurück. Für den Verein war er bis Ende 2024 drei Spielzeiten lang aktiv und konnte mit ihm 2022 und 2023 zweimal die finnische Meisterschaft gewinnen.

### Nationalmannschaft
Toivio durchlief alle Altersstufen der finnischen Junioren und bestritt sieben Spiele für Finnlands U-21 in der Qualifikation für die U-21-Fußball-Europameisterschaft 2011. Er belegte mit der Mannschaft aber hinter der Niederlande und dem späteren Europameister Spanien nur den dritten Platz, womit die Endrunde verpasst wurde.
Im Frühjahr 2011 wurde er dann bei drei Freundschaftsspielen erstmals in der A-Nationalmannschaft eingesetzt. Es folgten noch im gleichen Jahr erste Pflichtspieleinsätze in der Qualifikation für die EM 2012, in der er auch am 7. Oktober 2011 bei der 1:2-Niederlage gegen Schweden sein erstes A-Länderspieltor erzielte. Als Vierte verpassten die Finnen aber die Endrunde ebenso wie in den folgenden Qualifikationen zur WM 2014, EM 2016 und WM 2018. Dabei kam er immer nur in einem Teil der Spiele zum Einsatz. In der dann endlich erfolgreichen Qualifikation für die EM 2021 wurde er dagegen in allen zehn Spielen eingesetzt. Mit Finnland nahm er auch an der UEFA Nations League 2018/19 teil, bei der finnischen Mannschaft der Aufstieg von Gruppe C in Gruppe B gelang und auch in der UEFA Nations League 2020/21 gehörte er zu den Stammkräften und konnte dazu beitragen die Liga zu halten.
Für die Europameisterschaft 2021 wurde er in den finnländischen Kader berufen. Bei der EM-Endrunde wurde er in den drei Spielen eingesetzt. Nach einem Auftaktsieg gegen Dänemark, der von dem Zusammenbruch des Dänen Christian Eriksen überschattet wurde, verloren die Finnen gegen Russland und Belgien und schieden als zweitschlechtester Gruppendritter aus.

## Erfolge
- Finnischer Meister: 2022, 2023
- Norwegischer Meister 2014
- Norwegischer Pokalsieger: 2013, 2014
- Schwedischer Pokalsieger: 2019